# Juazeiro
Juazeiro je grad i općina u istočnom Brazilu, u državi Bahia. Status grada je dobio još 1833. godine. Po popisu iz 2004. godine, ova općina ima 198.065 stanovnika na površini od 6415,4 km². Grad je dobio ime po juazeiro drvetu koji raste u okolini.

## Zemljopis
Grad je smješten na desnoj strani rijeke Sao Francisco, a preko rijeke, na drugoj strani se nalazi grad blizanac, Petrolina, Pernambuco. Ova dva grada međusobno povezana mostom, zajedno čine urbanu zonu od oko 500.000 stanovnika.

### Udaljenosti
- Salvador 495 km

- Recife 790 km

- Rio de Janeiro 1906 km

### Distrikti
Općina Juazeiro je sastavljena od 7 distrikta:
- Abóbora,
- Carnaíba,
- Itamotinga,
- Junco,
- Juremal,
- Massaroca i
- Pinhões

### Klima
Klima je topla i suha. Juazeiro pripada polusuhom pojasu sjeveroistočnog Brazila s malo padalina, koje variraju tijekom godine. Kišno razdoblje je od prosinca do svibnja, a sušno od lipnja do studenog. S druge strane, dnevne temperature malo variraju tijekom godine. U najtoplijim mjesecima (od rujna do siječnja), prosječna temperatura je oko 27 °C, a u najhladnijim (od veljače do kolovoza) oko 24 °C.

## Gospodarstvo
Ovo područje je najpoznatije po poljoprivredi, koja se je počela razvijati, kada je počelo i navodnjavanje sušnijih dijelova u pozadini.
Izgradnjom umjetnog jezera Sobradinho na rijeci Sao Francisco, omogućio je velike količine vode za navodnjavanje čitave lijeve i desne strane rijeke, koje su do tada bile prilično isušene i neplodne. Navodnjavanje, u kombinaciji s konstantnom temperaturom, tijekom cijele godine, stvorilo je ogroman poljoprivredni potencijal. Najčešće se uzgajaju voće i povrće, pa je ova regija i najveći brazilski izvoznik voća i povrća.
Nekada uspavani gradovi na rijeci, Juazeiro i Petrolina, postaju poljoprivredni centri. Ovo otvara nova radna mjesta, što privlači ljude u ove gradove. Jedina dva mjesta u unutrašnjosti sjeverozapadnog Brazila koja su uvećala broj stanovnika su Petrolina i Juazeiro (Petrolina-Juazeiro, kako ih često zajedno zovu). Broj stanovnika u ova dva grada se za dvadeset godina uvećao za 50 %.
Osim voća i povrća, također je značajno i stočarstvo, ali samo u lokalnim okvirima.

## Vanjske poveznice
- Službena stranica grada  Arhivirana inačica izvorne stranice od 20. srpnja 2006. (Wayback Machine)